# Rovienky
Rovienky, Dolina Rovienok, Dolina Rovienky, nesprávně Rovienková dolina, ( polsky Dolina Rówienki, Dolina Rówienek německy Rovinkital maďarsky Rovinkivőlgy je boční dolina Bielovodské doliny ve Vysokých Tatrách. Táhne se v délce 3 km na ploše 4 km² zpod hlavního hřebene Vysokých Tater od Malého Javorového štítu po Svišťový štít. Ze stran je ohraničena rozsochou Široké a vedlejším severozápadním hřebenem Svišťového štítu. 

## Název
Je lidového původu. Poukazuje na plošinky, které jsou v údolí. Poláci rozlišují čtyři části doliny. Lapszańskie Ogrody (Lapšanské zahrady), Skrajne Rówienky (Přední Rovienky), Pośrednie Rówienki (Prostřední Rovienky), Zadní Rówienki (Zadní Rovienky). 

## Okolí
Dolinu ohraničuje na severní straně hřeben začínající Štítom nad Zeleným, na východě Malým Javorovým štítem, na jihovýchodě Hranatou vežou (za nimiž je Velká Studená dolina) a na jihu Svišťovým štítem (rozděluje Velkou Studenou dolinu a Svišťovú dolinu), ze kterého na západ vybíhá hřeben Svišťových veží. V horní části doliny je Rovienkové pleso 

## Turistika
Do doliny nevede turistický chodník. Je chráněnou přírodní rezervací.

## Zajímavost
Dolinu navštěvovali již v 17. století hledači pokladů. Později tam pásli ovce. Na konci 19. století se zde objevovali lovci kamzíků. V meziválečném období se v údolí objevovali lyžaři. 